# Кобра (река)
Кобра (на руски: Кобра) е река в Република Коми и Кировска област на Русия, десен приток на Вятка (десен приток на Кама, ляв приток на Волга). Дължина 324 km. Площ на водосборния басейн 7810 km².

## Извор, течение, устие
Река Кобра води началото си от Кобринските блата разположени по северния склон на възвишението Северни Ували, на 209 m н.в., на 30 km югоизточно от село Объячево, в югозападна част на Република Коми. По цялото си протежение Кобра е типична равнинна река с малък наклон, бавно течение и стотици меандри, като неколкократно сменя посоката на течението си във всички посоки на компаса, но генералното и направление е от север-северозапад на юг-югоизток. В горното си течение, на територията на Република Коми пресича възвишението Северни Ували в широка долина. Влива се отдясно в река Вятка (десен приток на Кама), при нейния 921 km, на 126 m н.в., на 3,5 km източно от селището от градски тип Нагорск, в северната част на Кировска област.

## Водосборен басейн, притоци
Водосборният басейн на река Кобра обхваща площ от 7810 km², което представлява 6,05% от водосборния басейн на река Вятка. На северозапад, север и североизток водосборният басейн на Кобра граничи с водосборния басейн на река Северна Двина, на запад – с водосборния басейн на река Летка (десен приток на Вятка), а на югозапад и югоизток – с водосборните басейни на други по-малки реки десни притоци на Вятка. Основни притоци: леви – Соз (61 km); десни – Суран (57 km), Федоровка (139 km).

## Хидроложки показатели
Кобра има смесено подхранване с преобладаване на снежното с ясно изразено пролетно пълноводие. Среден годишен отток 55,8 m³/s.

## Стопанско значение, селища
По време на пролетното пълноводие реката е плавателна за плиткогазещи съдове на 30 – 40 km от устието си. Като цяло Кобра протича предимно през безлюдни райони. В Република Коми по течението ѝ няма нито едно постоянно населено място, а в Кировска област са няколко, в т.ч. селището от градски тип Нагорск в устието ѝ.